# Renatus Bellott
Renatus Bellott (falecido em 1709) foi membro do Parlamento pelo rotten borough de Mitchell, na Cornualha, de 1702 a 1705. Ele era o proprietário do barton de Bochym na Península Lizard.
A sua esposa era Maria, filha de Edmund Spoure e Mary, nascida Rodd. Com a morte do pai, ela herdou o barton de Trebartha. Eles tiveram um filho, que recebeu o nome do seu pai, que morreu em 1712 com a idade de oito anos. Renatus Bellott morreu de febre em 1709 e Bochym foi vendido a George Robinson para pagar dívidas.